# Elecciones legislativas de Ecuador de 1998
Las elecciones legislativas de Ecuador de 1998 se celebraron el 31 de mayo de 1998 para la elección de los 121 diputados que conformarían el Congreso Nacional del Ecuador en el período 1998-2003. El mismo día tuvieron lugar las elecciones presidenciales en las que se eligió al Presidente y Vicepresidente Constitucional del Ecuador para el mismo periodo.

## Escaños
- 20 Diputados Nacionales
- 101 Diputados Provinciales

| Provincia        | Escaños | Provincia  | Escaños |
| ---------------- | ------- | ---------- | ------- |
| Azuay            | 5       | Bolívar    | 3       |
| Cañar            | 3       | Carchi     | 3       |
| Chimborazo       | 4       | Cotopaxi   | 3       |
| El Oro           | 5       | Esmeraldas | 4       |
| Galápagos        | 2       | Guayas     | 18      |
| Imbabura         | 3       | Loja       | 4       |
| Los Ríos         | 5       | Manabí     | 8       |
| Morona Santiago  | 3       | Napo       | 3       |
| Pastaza          | 2       | Pichincha  | 14      |
| Sucumbíos        | 3       | Tungurahua | 4       |
| Zamora Chinchipe | 2       |            |         |

## Resultados
| Partido  | Partido | Partido | Lista Nacional | Lista Nacional | Lista Nacional | Listas Provinciales | Listas Provinciales | Listas Provinciales | Total | Total       |
| Partido  | Partido | Partido | Votos          | %              | Dip.           | Votos               | %                   | Dip.                | Dip.  | ±           |
| -------- | ------- | --- | -------------- | -------------- | -------------- | ------------------- | ------------------- | ------------------- | ----- | ----------- |
| 6        |         | Partido Social Cristiano (PSC) | 839.567        | 23,52          | 5              | 430.411             | 17,04               | 22                  | 27    | 1           |
| 5        |         | Democracia Popular (DP) | 669.473        | 18,74          | 4              | 563.606             | 22,32               | 31                  | 35    | 24          |
| 10       |         | Partido Roldosista Ecuatoriano (PRE) | 628.265        | 17,59          | 4              | 413.030             | 16,35               | 20                  | 24    | 5           |
| 12       |         | Izquierda Democrática (ID) | 544.088        | 15,23          | 3              | 336.740             | 13,33               | 14                  | 17    | 13          |
| 18 17 21 |         | AlianzaMovimiento de Unidad Plurinacional Pachakutik (MUPP) Partido Socialista-Frente Amplio (PS-FA) Movimiento Ciudadanos Nuevo País (MCNP) | 325.365        | 9,11           | 2              | 254.860             | 10,09               | 6                   | 8     | Sin cambios |
| 1        |         | Partido Conservador Ecuatoriano (PCE) | 184.048        | 5,15           | 1              | 68.134              | 2,70                | 2                   | 3     | 1           |
| 15       |         | Movimiento Popular Democrático (MPD) | 151.096        | 4,23           | 1              | 113.029             | 4,47                | 1                   | 2     | Sin cambios |
| 14       |         | Frente Radical Alfarista (FRA) | 105.652        | 2,96           | 0              | 125.604             | 4,97                | 4                   | 4     | 1           |
| 4        |         | Concentración de Fuerzas Populares (CFP) | 37.507         | 1,05           | 0              | 36.447              | 1,44                | 1                   | 1     | 1           |
| 13       |         | Acción Popular Revolucionaria Ecuatoriana (APRE)                                                                                             | 28.837         | 0,81           | 0              | 18.572              | 0,74                | 0                   | 0     | 2           |
| 16       |         | Unión Popular Latinoamericana (UPL) | 14.043         | 0,39           | 0              | 14.013              | 0,55                | 0                   | 0     | Sin cambios |
|          |         | Otros Partidos | -              | -              | 0              | 151.045             | 6,00                | 0                   | 0     | Sin cambios |
|          |         | |                |                |                |                     |                     |                     |       |             |
|          |         | Votos válidos | 3.571.562      | 78,71          |                | 2.525.491           | 72,60               |                     |       |             |
|          |         | Votos nulos/en blanco | 966.260        | 21,29          | 953.033        | 27,40               |                     |                     |       |             |
|          |         | TOTAL | 4.537.822      | 100,00         | 20             | 3.478.524           | 100,00              | 101                 | 121   | 39          |
|          |         | Registrados/Participación | 7.072.496      | 63,52          | 4,35           | 7.072.496           | 49,18               | 18,61               | 18,61 |             |

Fuente:

### Escaños obtenidos por provincia y diputados a nivel nacional
| Provincias       |    |    |    |    |   |   |   |   |   | Total |
| ---------------- | -- | -- | -- | -- | - | - | - | - | - | ----- |
| Nacional         | 5  | 4  | 4  | 3  | 2 | 1 | 1 |   |   | 20    |
| Azuay            |    | 4  |    | 1  |   |   |   |   |   | 5     |
| Bolívar          | 1  |    |    | 1  | 1 |   |   |   |   | 3     |
| Cañar            |    | 1  |    | 1  | 1 |   |   |   |   | 3     |
| Carchi           |    | 1  |    | 1  |   | 1 |   |   |   | 3     |
| Chimborazo       |    | 3  |    | 1  |   |   |   |   |   | 4     |
| Cotopaxi         |    | 1  |    | 1  | 1 |   |   |   |   | 3     |
| El Oro           | 2  | 1  | 2  |    |   |   |   |   |   | 5     |
| Esmeraldas       | 1  |    | 3  |    |   |   |   |   |   | 4     |
| Galápagos        | 1  | 1  |    |    |   |   |   |   |   | 2     |
| Guayas           | 12 | 3  | 3  |    |   |   |   |   |   | 18    |
| Imbabura         |    |    | 1  |    | 1 |   |   | 1 |   | 3     |
| Loja             |    | 3  |    |    |   |   |   |   | 1 | 4     |
| Los Ríos         |    |    | 5  |    |   |   |   |   |   | 5     |
| Manabí           | 1  | 1  | 6  |    |   |   |   |   |   | 8     |
| Morona Santiago  |    | 2  |    |    | 1 |   |   |   |   | 3     |
| Napo             |    |    |    |    | 1 |   |   | 2 |   | 3     |
| Pastaza          |    | 1  |    |    |   |   | 1 |   |   | 2     |
| Pichincha        | 1  | 6  |    | 7  |   |   |   |   |   | 14    |
| Sucumbíos        | 1  | 2  |    |    |   |   |   |   |   | 3     |
| Tungurahua       | 1  | 1  |    | 1  |   |   | 1 |   |   | 4     |
| Zamora Chinchipe | 1  |    |    |    |   |   |   | 1 |   | 2     |
| Total            | 27 | 35 | 24 | 17 | 8 | 2 | 3 | 4 | 1 | 121   |

## Nómina de diputados electos

### Nacionales
| Partido                                                                      | Diputado                       | Diputado                 | Diputado                     |
| ---------------------------------------------------------------------------- | ------------------------------ | ------------------------ | ---------------------------- |
| Partido Social Cristiano                                                     |                                |                          | Jaime Nebot Saadi            |
| Partido Social Cristiano                                                     | Heinz Moeller Freile           |                          |                              |
| Partido Social Cristiano                                                     | Simón Bustamante Vera          |                          |                              |
| Partido Social Cristiano                                                     | Marcelo Dotti Almeida          |                          |                              |
| Partido Social Cristiano                                                     | Susana González Muñoz          |                          |                              |
| Democracia Popular                                                           |                                |                          | Juan José Pons Arízaga       |
| Democracia Popular                                                           |                                | Ramiro Rivera Molina     |                              |
| Democracia Popular                                                           | Elba González Álava            |                          |                              |
| Democracia Popular                                                           | José Cordero Acosta            |                          |                              |
| Partido Roldosista Ecuatoriano                                               |                                | Adolfo Bucaram Ortiz     | Adolfo Bucaram Ortiz         |
| Partido Roldosista Ecuatoriano                                               | Víctor Hugo Sicouret Olvera    |                          |                              |
| Partido Roldosista Ecuatoriano                                               | Raúl Andrade Arteaga           |                          |                              |
| Partido Roldosista Ecuatoriano                                               | Jorge Marún Rodríguez          |                          |                              |
| Izquierda Democrática                                                        |                                |                          | Paco Moncayo Gallegos        |
| Izquierda Democrática                                                        |                                | Oswaldo Molestina Zavala |                              |
| Izquierda Democrática                                                        |                                | Cecilia Calderón Prieto  |                              |
| Pachakutik Movimiento Ciudadanos Nuevo País Partido Socialista Frente Amplio |                                |                          | León Roldós Aguilera (PS-FA) |
| Pachakutik Movimiento Ciudadanos Nuevo País Partido Socialista Frente Amplio | Nina Pacari Vega Conejo (MUPP) |                          |                              |
| Partido Conservador Ecuatoriano                                              |                                |                          | Sixto Durán Ballén Cordovez  |
| Movimiento Popular Democrático                                               |                                | Jaime Hurtado González   | Jaime Hurtado González       |

### Provinciales

#### Azuay
| Partido                                                           | Diputado                   | Diputado                      | Diputado                      |
| ----------------------------------------------------------------- | -------------------------- | ----------------------------- | ----------------------------- |
| Democracia Popular                                                |                            |                               | Xavier Muñoz Chávez           |
| Democracia Popular                                                | Juan Cordero Iñiguez       |                               |                               |
| Democracia Popular                                                | Blasco Alvarado Vintimilla |                               |                               |
| Democracia Popular                                                | Elizabeth Ochoa Maldonado  |                               |                               |
| Izquierda Democrática Pachakutik Partido Socialista Frente Amplio |                            | Carlos González Albornoz (ID) | Carlos González Albornoz (ID) |

#### Bolívar
| Partido                  | Diputado | Diputado                       |
| ------------------------ | -------- | ------------------------------ |
| Izquierda Democrática    |          | Bolívar Napoleón Sánchez Yánez |
| Pachakutik               |          | Luis Talahua Paucar            |
| Partido Social Cristiano |          | Gilberto Vaca García           |

#### Cañar
| Partido                                                           | Diputado | Diputado                                |
| ----------------------------------------------------------------- | -------- | --------------------------------------- |
| Izquierda Democrática                                             |          | Jhon Argudo Pesántez                    |
| Movimiento Ciudadanos Nuevo País Partido Socialista Frente Amplio |          | Leonidas Eduardo Pacheco Garate (PS-FA) |
| Democracia Popular                                                |          | Jaime León Romero                       |

#### Carchi
| Partido                        | Diputado | Diputado | Diputado              |
| ------------------------------ | -------- | -------- | --------------------- |
| Democracia Popular             |          |          | Luis Vizcaíno Andrade |
| Izquierda Democrática          |          |          | René Yandún Pozo      |
| Movimiento Popular Democrático |          |          | Iván Rodríguez        |

#### Chimborazo
| Partido               | Diputado             | Diputado              | Diputado              |
| --------------------- | -------------------- | --------------------- | --------------------- |
| Democracia Popular    |                      | Juan Cantos Hernández | Juan Cantos Hernández |
| Democracia Popular    | Hugo Moreno Romero   |                       |                       |
| Democracia Popular    | Wilson Lozano Chávez |                       |                       |
| Izquierda Democrática |                      |                       | Guillermo Haro Páez   |

#### Cotopaxi
| Partido               | Diputado | Diputado               | Diputado                       |
| --------------------- | -------- | ---------------------- | ------------------------------ |
| Democracia Popular    |          |                        | Reinaldo Yanchapaxi Cando      |
| Izquierda Democrática |          |                        | Dalton Bacigalupo Buenaventura |
| Pachakutik            |          | Miguel Pérez Astudillo | Miguel Pérez Astudillo         |

#### El Oro
| Partido                        | Diputado                         | Diputado                 | Diputado                 |
| ------------------------------ | -------------------------------- | ------------------------ | ------------------------ |
| Partido Social Cristiano       |                                  |                          | Carlos Falquez Batallas  |
| Partido Social Cristiano       | Hugo Quevedo Montero             |                          |                          |
| Partido Roldosista Ecuatoriano |                                  | Voltaire Medina Orellana | Voltaire Medina Orellana |
| Partido Roldosista Ecuatoriano | Eduardo Lisimaco Serrano Aguilar |                          |                          |
| Democracia Popular             |                                  | José Gallardo Muñoz      | José Gallardo Muñoz      |

#### Esmeraldas
| Partido                        | Diputado            | Diputado         |
| ------------------------------ | ------------------- | ---------------- |
| Partido Roldosista Ecuatoriano |                     | Iván López Saud  |
| Partido Roldosista Ecuatoriano | Víctor León Luna    |                  |
| Partido Roldosista Ecuatoriano | Mario Moreira Reina |                  |
| Partido Social Cristiano       |                     | Carlos Saúd Saúd |

#### Galápagos
| Partido                  | Diputado | Diputado | Diputado                   |
| ------------------------ | -------- | -------- | -------------------------- |
| Democracia Popular       |          |          | Fanny Uribe López          |
| Partido Social Cristiano |          |          | Alfredo Serrano Valladares |

#### Guayas
| Partido                        | Diputado                  | Diputado                    | Diputado                 |
| ------------------------------ | ------------------------- | --------------------------- | ------------------------ |
| Partido Social Cristiano       |                           | Xavier Neira Menéndez       | Xavier Neira Menéndez    |
| Partido Social Cristiano       | Enrique Campusano Núñez   |                             |                          |
| Partido Social Cristiano       |                           | Pascual del Cioppo Aragundi |                          |
| Partido Social Cristiano       |                           | Cynthia Viteri Jiménez      |                          |
| Partido Social Cristiano       | Mauricio Salem Mendoza    |                             |                          |
| Partido Social Cristiano       | José Alvear Icaza         |                             |                          |
| Partido Social Cristiano       | Oswaldo Rossi Alvarado    |                             |                          |
| Partido Social Cristiano       |                           | Poly Ugarte Guzmán          |                          |
| Partido Social Cristiano       | Napoleón Gómez Real       |                             |                          |
| Partido Social Cristiano       | Galo Roggiero Rolando     |                             |                          |
| Partido Social Cristiano       | Ruth Moreno Agui          |                             |                          |
| Democracia Popular             |                           |                             | Leopoldo Baquerizo Adum  |
| Democracia Popular             | Alejandro Aguayo Cubillo  |                             |                          |
| Democracia Popular             | Anunzziatta Valdéz Larrea |                             |                          |
| Partido Roldosista Ecuatoriano |                           | Fernando Rosero González    | Fernando Rosero González |
| Partido Roldosista Ecuatoriano | Elsa Bucaram Ortiz        |                             |                          |
| Partido Roldosista Ecuatoriano | Eduardo Azar Mejía        |                             |                          |

#### Imbabura
| Partido                                                                      | Diputado | Diputado                     | Diputado                     |
| ---------------------------------------------------------------------------- | -------- | ---------------------------- | ---------------------------- |
| Democracia Popular Frente Radical Alfarista                                  |          | Luis Mejía Montesdeoca (FRA) | Luis Mejía Montesdeoca (FRA) |
| Partido Roldosista Ecuatoriano                                               |          |                              | Marco Proaño Maya            |
| Pachakutik Movimiento Ciudadanos Nuevo País Partido Socialista Frente Amplio |          |                              | Antonio Posso Salgado (MUPP) |

#### Loja
| Partido                            | Diputado                | Diputado                | Diputado                |
| ---------------------------------- | ----------------------- | ----------------------- | ----------------------- |
| Democracia Popular                 |                         | Carlos Palacios Riofrío | Carlos Palacios Riofrío |
| Democracia Popular                 |                         | Rafael Dávila Egüez     |                         |
| Democracia Popular                 | Edgar Garrido Jaramillo |                         |                         |
| Concentración de Fuerzas Populares |                         | Jorge Montero Rodríguez | Jorge Montero Rodríguez |

#### Los Ríos
| Partido                        | Diputado                | Diputado            |
| ------------------------------ | ----------------------- | ------------------- |
| Partido Roldosista Ecuatoriano |                         | Mario Touma Bacilio |
| Partido Roldosista Ecuatoriano | Carlos Kure Montes      |                     |
| Partido Roldosista Ecuatoriano | Simón Ubilla Bustamante |                     |
| Partido Roldosista Ecuatoriano | Concha Mallea Olvera    |                     |
| Partido Roldosista Ecuatoriano | Félix García Cedeño     |                     |

#### Manabí
| Partido                        | Diputado                  | Diputado               | Diputado                  |
| ------------------------------ | ------------------------- | ---------------------- | ------------------------- |
| Partido Roldosista Ecuatoriano |                           | Jaime Coello Izquierdo | Jaime Coello Izquierdo    |
| Partido Roldosista Ecuatoriano | Roberto Rodríguez Guillén |                        |                           |
| Partido Roldosista Ecuatoriano | Luis Villacreses Colmont  |                        |                           |
| Partido Roldosista Ecuatoriano | Otón Loor Cedeño          |                        |                           |
| Partido Roldosista Ecuatoriano | Franklin Macías Chávez    |                        |                           |
| Partido Roldosista Ecuatoriano | Mirella Adum Lipari       |                        |                           |
| Democracia Popular             |                           | Jaime Estrada Bonilla  | Jaime Estrada Bonilla     |
| Partido Social Cristiano       |                           |                        | Clemente Vásquez González |

#### Morona Santiago
| Partido                                                           | Diputado                      | Diputado                    |
| ----------------------------------------------------------------- | ----------------------------- | --------------------------- |
| Democracia Popular Partido Social Cristiano Izquierda Democrática |                               | Joaquín Estrella Velín (ID) |
| Democracia Popular Partido Social Cristiano Izquierda Democrática | Germán Mancheno Noguera (PSC) |                             |
| Pachakutik                                                        |                               | Káicer Arévalo Barzallo     |

#### Napo
| Partido                  | Diputado | Diputado                   | Diputado                   |
| ------------------------ | -------- | -------------------------- | -------------------------- |
| Frente Radical Alfarista |          | Estuardo Hidalgo Bifarini* | Estuardo Hidalgo Bifarini* |
| Frente Radical Alfarista |          | Klever Estinislao Ron      |                            |
| Pachakutik               |          | Valerio Grefa Uquiña       | Valerio Grefa Uquiña       |

#### Orellana(Electos en 1999)[2]
| Partido                  | Diputado | Diputado                  |
| ------------------------ | -------- | ------------------------- |
| Frente Radical Alfarista |          | Estuardo Hidalgo Bifarini |
| Democracia Popular       |          | Abelardo Becerra Cuesta   |

#### Pastaza
| Partido                         | Diputado | Diputado                  |
| ------------------------------- | -------- | ------------------------- |
| Partido Conservador Ecuatoriano |          | Eduardo Vásconez Suraty   |
| Democracia Popular Pachakutik   |          | Rafael Sancho Sancho (DP) |

#### Pichincha
| Partido                  | Diputado                      | Diputado                     | Diputado                |
| ------------------------ | ----------------------------- | ---------------------------- | ----------------------- |
| Izquierda Democrática    |                               |                              | Wilfrido Lucero Bolaños |
| Izquierda Democrática    |                               | Guillermo Landázuri Carrillo |                         |
| Izquierda Democrática    |                               | René Maugé Mosquera          |                         |
| Izquierda Democrática    |                               | Henry Llanes Suárez          |                         |
| Izquierda Democrática    | Reinaldo Páez Zumárraga       |                              |                         |
| Izquierda Democrática    | Hermel Campos Aguirre         |                              |                         |
| Izquierda Democrática    | Julio Noboa Narváez           |                              |                         |
| Democracia Popular       |                               |                              | Alexandra Vela Puga     |
| Democracia Popular       | Germánico Salgado Peñaherrera |                              |                         |
| Democracia Popular       | Raúl Hurtado Larrea           |                              |                         |
| Democracia Popular       | Pedro Pinto Rubianes          |                              |                         |
| Democracia Popular       | Rosángela Adoum Jaramillo     |                              |                         |
| Democracia Popular       | Rolando Vera Rodas            |                              |                         |
| Partido Social Cristiano |                               | Álvaro Pérez Intriago        | Álvaro Pérez Intriago   |

#### Sucumbíos
| Partido                  | Diputado | Diputado                   | Diputado               |
| ------------------------ | -------- | -------------------------- | ---------------------- |
| Democracia Popular       |          |                            | Eliseo Azuero Rodas    |
| Democracia Popular       |          | Juan Manuel Fuertes Rivera |                        |
| Partido Social Cristiano |          | Heinert Gonzabay Pérez     | Heinert Gonzabay Pérez |

#### Tungurahua
| Partido                                                  | Diputado | Diputado                   |
| -------------------------------------------------------- | -------- | -------------------------- |
| Democracia Popular                                       |          | Lorenzo Saá Bernstein      |
| Partido Conservador Ecuatoriano Frente Radical Alfarista |          | Aníbal Nieto Vásquez (PCE) |
| Izquierda Democrática                                    |          | Gabriel Ruíz Albán         |
| Partido Social Cristiano                                 |          | Carlos Torres Torres       |

#### Zamora Chinchipe
| Partido                                                                | Diputado | Diputado                      |
| ---------------------------------------------------------------------- | -------- | ----------------------------- |
| Partido Social Cristiano Concentración de Fuerzas Populares            |          | Franklin Delgado Tello (PSC)  |
| Movimiento Independiente por Zamora Chinchipe Frente Radical Alfarista |          | Regina Gordillo Córdoba (FRA) |

Fuente:

## Diputados que dejaron sus curules
| Diputado                         | Partido | Motivo                                                  | Reemplazo                        | Partido | Ref.         |
| -------------------------------- | ------- | ------------------------------------------------------- | -------------------------------- | ------- | ------------ |
| Jaime Nebot Saadi                | PSC     | Renuncia Candidato a Alcalde de Guayaquil               | Tito Nilton Mendoza Guillén      | PSC     | [ 8 ]        |
| Luis Mejía Montesdeoca           | FRA     | Renuncia                                                | Héctor Aníbal Salazar            | DP      | [ 8 ]        |
| Heinz Moeller Freile             | PSC     | Renuncia Designado Ministro de Industrias               | Raúl Rivas Pazmiño               | PSC     | [ 9 ]        |
| Jorge Marún Rodríguez            | PRE     | Renuncia Candidato a Prefecto de Los Ríos               | Vicente Estrada Velásquez        | PRE     | [ 10 ]       |
| Paco Moncayo Gallegos            | ID      | Destitución                                             | Marcelo Farfán Intriago          | ID      | [ 11 ]       |
| León Roldós Aguilera             | PS-FA   | Renuncia Candidato a la Presidencia de la República     | Juan Pablo Moncagatta Fargas     | MCNP    | [ 12 ]       |
| Sixto Durán Ballén Cordovez      | PCE     | Renuncia Designado como Embajador al Reino Unido        | Jacinto Jijón-Caamaño Barba      | PCE     | [ 13 ]       |
| Jaime Hurtado González           | MPD     | Fallecimiento                                           | Stalin Vargas Meza               | MPD     | [ 14 ]       |
| Xavier Muñoz Chávez              | DP      | Renuncia Designado como Superintendente de Compañías    | Germán Astudillo Astudillo       | DP      | [ 9 ]        |
| Juan Cordero Iñiguez             | DP      | Renuncia Designado como Ministro de Educación           | Eduardo Serrano Aguilar          | DP      | [ 15 ]       |
| René Yandún Pozo                 | ID      | Destitución                                             | Mariana Obando Cadena            | ID      | [ 16 ]       |
| José Gallardo Muñoz              | DP      | Renuncia Designado como Ministro de Defensa             | Fulton Serrano Batallas          | DP      | [ 17 ]       |
| Xavier Neira Menéndez            | PSC     | Renuncia Candidato a la Presidencia de la República     | José Joaquín Franco Porras       | PSC     | [ 18 ]       |
| Leopoldo Baquerizo Adum          | DP      | Renuncia Candidato a Concejal de Guayaquil              | Juan Cevallos Alcívar            | DP      | [ 19 ]       |
| Estuardo Hidalgo Bifarini        | FRA     | Renuncia Candidato a Diputado por Orellana              | Yolanda Andrade Guerra           | FRA     | [ 20 ] [ 2 ] |
| Germánico Salgado Peñaherrera    | DP      | Fallecimiento                                           | Esteban Vega Ugalde              | DP      | [ 21 ]       |
| Esteban Vega Ugalde              | DP      | Renuncia                                                | Juan Carlos Pitarque de la Torre | DP      | [ 21 ]       |
| Juan Carlos Pitarque de la Torre | DP      | Renuncia                                                | Ximena Ortiz Crespo              | DP      | [ 21 ]       |
| Pedro Pinto Rubianes             | DP      | Renuncia Designado como Vicepresidente de la República  | Vicente Albornoz Guarderas       | DP      | [ 9 ]        |
| Rosángela Adoum Jaramillo        | DP      | Renuncia Designado como Ministra de Educación           | Ronald Andrade Echeverría        | DP      | [ 9 ]        |
| Álvaro Pérez Intriago            | PSC     | Renuncia Candidato a la Vicepresidencia de la República | Mauro Terán Vásconez             | PSC     | [ 19 ]       |